# Fluvioviridavis platyrhamphus
Fluvioviridavis platyrhamphus — еоценовий птах вимерлої родини Fluvioviridavidae. Скам'янілі рештки знайдені у пластах формації Грін Рівер у штаті Вайомінг, США. Голотип являє собою майже повний, добре збережений скелет. Скам'янілості датуються еоценом (55,8-50,3 млн років).